# Кузнецов, Анатолий Иванович (Герой Советского Союза)
Анатолий Иванович Кузнецов (27 февраля 1914 года – 19 января 1943 года) — советский лётчик-ас истребительной авиации Военно-Морского флота в годы Великой Отечественной войны, Герой Советского Союза (22.02.1943). Гвардии капитан (15.05.1942).

## Биография
Окончил семь классов школы в 1933 году и Московский мукомольно-элеваторный техникум в 1936 году.
В августе 1936 года призван на службу в Рабоче-крестьянский Красный Флот по комсомольской путёвке. В 1938 году окончил Военно-морское авиационное училище имени Сталина в городе Ейске. Служил в должности младшего лётчика 13-го истребительного авиационного полка ВВС Краснознамённого Балтийского флота. В 1939 году вступил в ВКП(б).
В составе этого полка участвовал в советско-финляндской войне 1939-1940 гг.. Выполнил 57 боевых вылетов, в которых в составе группы сбил 2 финских самолёта. Награждён орденом Красного Знамени. В июне 1941 года стал командиром звена.
С июня 1941 года участвовал в Великой Отечественной войне. Всю войну прошёл в составе того же полка, который 18 января 1942 года приказом Наркома ВМФ № 10 за проявленную отвагу в воздушных боях с немецко-фашистскими захватчиками, за стойкость, мужество, дисциплину и организованность, за героизм личного состава преобразован в 4-й гвардейский истребительный авиационный полк ВВС КБФ. Всю войну летал на истребителе И-16. Участвовал в обороне полуострова Ханко, обороне Таллина и в битве за Ленинград. Первую свою победу — им оказался финский истребитель Fokker D.XXI — одержал в паре ещё 29 июня 1941 года. В октябре 1941 года был контужен.
29 марта 1942 года был назначен заместителем командира эскадрильи в 4-м ГИАП ВВС КБФ.
К июню 1942 года заместитель командира эскадрильи 4-го гвардейского истребительного авиаполка 61-й истребительной авиационной бригады ВВС Балтийского флота гвардии капитан Анатолий Иванович Кузнецов совершил 270 боевых вылетов (включая 57 на штурмовку наземных целей и 29 на разведку), принял участие в 60 воздушных боях, лично сбив 5 и в составе группы 8 вражеских самолётов. За эти подвиги был тогда же представлен к присвоению звания Героя Советского Союза.
А пока представление «ходило» по вышестоящим штабам, бои продолжались. В июле 1942 года А. И. Кузнецов назначен штурманом 4-го ГИАП ВВС БФ.
Участвовал в операции по прорыву блокады Ленинграда. В ходе её 19 января 1943 года выполнял боевое задание по корректировки огня советской артиллерии. Его И-16 был сбит немецким зенитным огнём и упал на берегу реки Мойка, лётчик погиб.
К моменту гибели Анатолий Кузнецов совершил 290 боевых вылетов и провёл ещё несколько воздушных боёв, но увеличить боевой счёт с момента представления к званию Героя ему не удалось. Есть и иные сведения: 8 личных и 8 групповых побед, в ранних исследованиях М. Ю. Быкова — 5 личных и 5 групповых побед, а однополчанин Анатолия Кузнецова Василий Голубев в своих воспоминаниях пишет вообще об его 14 личных и 19 групповых победах (но эти сведения более ни в одном источнике не встречаются).
Указом Президиума Верховного Совета СССР «О присвоении звания Героя Советского Союза начальствующему и рядовому составу Военно-Морского флота» от 22 февраля 1943 года за «образцовое выполнение боевых заданий командования на фронте борьбы с немецкими захватчиками и проявленными при этом отвагу и геройство» капитан Кузнецов Анатолий Иванович удостоен звания Героя Советского Союза.
По ряду публикаций, похоронен в п. Лебяжье Ломоносовского района Ленинградской области. Однако памятная плита в честь Героя установлена и на братском захоронении г. Кировска Ленинградской области. Точное место захоронения не установлено.

## Награды
- Герой Советского Союза (22.02.1943)
- Орден Ленина (22.02.1943)
- Три ордена Красного Знамени (21.04.1940, 13.11.1941, 05.04.1942)[4]

## Память
- Бюст Героя установлен на мемориальном комплексе в городе Нурлат. В этом же городе его именем названа улица.
- В родной деревне Героя Караульная Гора также установлен его бюст.
- Мемориальная доска Герою Советского Союза Кузнецову А. И. установлена в г. Нурлат на доме № 65 по улице Куйбышева.